# Akropótamos (ort i Grekland, Mellersta Makedonien)
Akropótamos är en ort i Grekland.   Den ligger i prefekturen Nomós Thessaloníkis och regionen Mellersta Makedonien, i den norra delen av landet, 300 km norr om huvudstaden Aten. Akropótamos ligger 45 meter över havet och antalet invånare är 635.
Terrängen runt Akropótamos är platt. Runt Akropótamos är det ganska tätbefolkat, med 86 invånare per kvadratkilometer. Närmaste större samhälle är Koufália, 9,8 km sydväst om Akropótamos. Trakten runt Akropótamos består till största delen av jordbruksmark.